# 2000年夏季残疾人奥林匹克运动会阿根廷代表团
2000年夏季残疾人奥林匹克运动会阿根廷代表团是阿根廷派出的2000年夏季残疾人奥林匹克运动会代表团。获得2枚银牌和3枚铜牌。